# Ahlfeldite
L'ahlfeldite est un minéral rare de la classe des oxydes et des hydroxydes, de formule chimique Ni(SeO3)·2H2O, ce qui en fait un sélénite de nickel. Nommée en l'honneur de Friedrich Ahlfeld (de) (1892-1982), ingénieur minier et géologue germano-bolivien, connu comme le « père de la géologie bolivienne », l'ahlfeldite est une espèce minérale confirmée par l'IMA en 1969.

## Historique
L'histoire de la découverte et de la description de l'ahlfeldite est mouvementée et le statut définitif du minéral n'a été tranché qu'en 1969 à la suite d'une étude récapitulative (« restudy ») de l'université Harvard en 1969.
Le minéral a été décrit et nommé en 1882 cobaltoménite. En effet les résultats d'une étude du minéralogiste français Émile Bertrand sur les minéraux de sélénium secondaires de Cacheuta en Argentine, décrivent brièvement un sélénite de cobalt, associé à un séléniure de plomb et de cobalt, pour laquelle il propose le nom de cobaltoménite. L'auteur indique : « On a rencontré également, associés à la molybdoménite au milieu d’un séléniure de plomb et de cobalt, des cristaux excessivement petits, d’un beau rose, que l’on pourrait confondre avec l’érythine ; mais les propriétés optiques sont complètement différentes. Ce minéral, pour lequel je propose le nom de Colbaltoménite cristallise en prisme rhomboïdal oblique. Le plan des axes est parallèle à la direction d’allongement des cristaux, la bissectrice aigüe négative est normale à cette direction, mais est fortement inclinée sur le plan de clivage des cristaux ».
En 1923, deux espèces minérales ont été découvertes parmi les échantillons collectés par l'ingénieur des mines allemand Hans Block, en 1923, près de la mine Virgen de Surumi (mine de Pacajake) en Bolivie. La description de la première, nommée blockite par Robert Herzenberg et Friedrich Ahlfeld, en l'honneur de Block, au début de l'année 1935, fera l'objet de réticences du milieu scientifique, en raison d'incohérences et de ressemblances avec la penroséite (décrite en 1925), de laquelle elle est désormais synonyme et sera supprimée des catalogues. Le Pr Paul Ramdohr rapporte que Herzenberg avait proposé le nom d'ahlfeldite pour l'autre minéral, un sélénate de nickel trouvé à Colquechaca, en Bolivie. Mais Herzenberg et Ahlfeld ont signalé que le minéral était brun et ses cristaux longs de 0,5 à 2 mm, sans autre information. Après réception des échantillons de Herzenberg, le Pr Charles Palache de l'université Harvard a déclaré que les caractéristiques préliminaires sont certainement différentes de celles de tout minéral connu. C'est pourquoi le nom d'ahlfeldite est diffusé dans les journaux minéralogiques. Or la même année (le 16 août 1935), Ahlfeld dans une lettre à Palache fait part de sa conviction que les deux minéraux sont une seule espèce minérale. Il réitère en 1936 dans une autre lettre : « Le nom 'Ahlfeldite' donné par Herzenberg est erroné, car il ne donne au chalumeau que des réactions de cobalt et de sélénium et est donc identique à la cobaltoménite de Cacheuta. » Il cherche à vérifier lui-même dans la mine de Cacheuta, la localité type de la cobaltoménite et la découvre complètement épuisée.
En 1937, Palache rapporte que le « minéral rouge considéré comme nouveau et nommé ahlfeldite » a été « … plus tard reconnu comme cobaltoménite ». La même année, Block et Ahlfeld, en décrivant la mine Pacajake, où l'ahlfeldite a été trouvée, indiquent que le minéral est de la cobaltoménite. Ceci est également écrit par Ahlfeld et Mufloz Reyes en 1938.
Herzenberg (1944 et 1945), dans des articles identiques, a déclaré qu'Ahlfeld, lors d'un voyage en Argentine, n'a pas pu trouver de spécimens de cobaltoménite dans les musées et que la mine était inaccessible. Dans ces articles, il décrit maintenant l'ahlfeldite comme étant verdâtre à jaunâtre et dit que le rouge est dû à un revêtement extérieur. Il a également déclaré qu'une analyse d'une solution d'ahlfeldite ne donne aucune indication de cobalt et indique qu'il s'agit d'un sélénate de nickel hydraté. En citant la lettre de Palache du 8 juillet 1935, il mentionne que le minéral est« probablement triclinique ». En résumant cet article, Michael Fleischer (1946) conclut que « l'ahlfeldite est donc une espèce valide ».
Dans les années 50 et 60, divers chercheurs comparent l'ahlfeldite et la cobaltoménite, concluant que l'ahlfeldite est une variété riche en nickel de la cobaltoménite. Le consensus est que les deux peuvent être distingués par leur teneur en cobalt et en nickel.
En 1953, Goñi et Guillemin qui ont présenté la première description adéquate de l'ahlfeldite de Bolivie considère le minéral comme sélénite de nickel hydratée monoclinique de couleur rose à brunâtre et concluent que les deux minéraux pourraient être identiques, sans pouvoir accéder à l'échantillon type de cobaltoménite.
La classification de Dana de 1951 à laquelle contribue Charles Palache, répertorie la cobaltoménite comme un sélénite (CoSeO·2H2O ?) et l'ahlfeldite comme un sélénate (NiSeO4·6H2O ?).
Dans Mineralogy and types of deposits of selenium and tellurium en 1964, Nina Dmitrievna Sindeeva conclue à la validité des deux espèces minérale. Gattow et Lieder (1963) ont étudié la cobaltoménite et l'ahlfeldite, toutes deux de Pacajake, en Bolivie. Ils ont trouvé que les diagrammes de poudre aux rayons X des minéraux étaient identiques mais que les résultats spectrographiques aux rayons X diffèrent : le rapport entre Ni et Co est de 1:1 pour la cobaltoménite et de 4:1 pour l'ahlfeldite. Ils concluent donc que l'ahlfeldite n'est qu'une variété de cobaltoménite riche en nickel.
Fleischer (1963) pour l'IMA propose de conserver à la fois l'ahlfeldite, pour les membres avec peu de Co et la cobaltoménite, pour ceux avec un taux de Co > Ni.
Le débat a duré plus de trente ans, a engendré de nombreuses études et articles et s'éteint sur le consensus de la série cobaltoménite-ahlfeldite.

## Propriétés
L'ahlfeldite forme de petits cristaux vitreux, généralement présents dans des agrégats minéraux sphériques ou des revêtements croûteux, dans des tons de vert, de rose brunâtre et d'olive. L'ahlfeldite est analogue de la cobaltoménite, ce qui signifie qu'elles partagent une structure cristalline similaire.
Elle a un éclat vitreux, varie en couleur du vert pomme, brun, rose, au jaunâtre et a une dureté faible de 2 à 2,5 sur l'échelle de Mohs. et une ténacité fragile.
Sur le plan optique, l'ahlfeldite présente un relief de surface élevé, un caractère optique négatif biaxe et un pléochroïsme visible, vert, rose et rose pâle selon les axes.

### Structure
L'ahlfeldite a un système cristallin monoclinique avec des paramètres de maille a = 7,53 Å, b = 8,76 Å, c = 6,43 Å et β = 99,08°. Elle peut incidemment contenir du cobalt en quantité mineure en substitution au nickel.
Ahlfeldite et cobaltménite ont été synthétisées en laboratoire.

## Classification
Le nom d'ahlfeldite donné par Herzenberg, en l'honneur de son collègue, est retenu par les classifications de Strunz sous l'étiquette 4.JH.10 pour un sélénite (oxyde de sélénium) sans anions supplémentaires, avec H2O, et de Dana sous la référence 34.2.3.3 qui désigne les sélénites, tellurites et sulfites de composition A(XO3)·xH2O, où A renvoie à un métal (ici le nickel), X un des atomes de la classe 34 (Se, Te ou S) et x à un numérateur de molécules d'eau.

## Gîtologie et formation
On la trouve à deux endroits distants de moins de 60 km l'un de l'autre, tous deux en Bolivie : la localité type, la mine Virgen de Surumi, et la mine El Dragón dans le département de Potosí.
C'est un minéral secondaire formé par l'altération de sulfures et de séléniures contenant du nickel comme la penroséite, qui est associée à la penroséite, l'olsacherite, la chalcoménite, la cérusite, l'anglésite et aussi la lepidocrocite, et la goethite (El Dragón). Formée dans un environnement d'altération à basse température en contact avec une atmosphère oxygénée après l'évènement de la grande Oxydation (mode paragénétique 47a) de l'hydradatation proche de la surface des minéraux antérieurs, sélénites en l'occurence (mode 47e), l'ahlfeldite a moins de 2,4 milliards d'années.